# Полицајац са Петловог брда (филм)
Полицајац са Петловог брда је српски акциони хумористички филм из 1992. године. Режирао га је Михаило Вукобратовић, а сценарио је писао Предраг Перишић.
Упоредо са филмом снимљена је истоимена телевизијска серија и осим што представља комбинацију прве и друге епизоде, садржи и материјал који је сниман за филм, чији се крај разликује од серије, за коју је годину дана касније снимана друга сезона.

## Кратак садржај
Прича се заснива на догодовштинама полицијског инспектора Бошка Симића. Живи у малој кући на Петловом брду, коју су му после развода купиле бивше жене Вера, Радмила и Наталија у којој живи заједно са петоро деце (од тога је једно беба) из четири брака. Њихове мајке су веома успешне у својим занимањима, па немају времена за децу. Због тога је Бошко присиљен да деци буде и отац и мајка. Био је први полицајац у служби који је ишао на породиљско боловање. Иако је већ зашао у године, још увек је актуелан женама. Заједно са њим, у акцијама, учествује његов партнер Јова.
Бошко Симић, београдски полицајац који је због своје преданости и вештине с којом обавља посао страх и трепет за сваког криминалца. Али, његови професионални успеси су у потпуној супротности с хаосом којег је доживео на приватном плану.

## Улоге
| Глумац               | Улога          |
| -------------------- | -------------- |
| Љубиша Самарџић      | Бошко Симић    |
| Милена Дравић        | Вера           |
| Светлана Бојковић    | Радмила Мишић  |
| Неда Арнерић         | Наталија       |
| Маја Сабљић          | Ана            |
| Бранка Катић         | Јасна Симић    |
| Тијана Вукотић       | Тања Симић     |
| Катарина Радивојевић | Соња Симић     |
| Марко Стојиљковић    | Давид Симић    |
| Љиљана Благојевић    | докторка Смиља |
| Зоран Цвијановић     | Владимир       |
| Горан Султановић     | Јова           |
| Никола Милић         | Бошков шеф     |
| Никола Којо          | Риђи           |
| Слободан Нинковић    | Вучина         |
| Милутин Караџић      | Грдоје         |
| Јелица Сретеновић    | Миња           |
| Жика Миленковић      | Мињин отац     |
| Растко Тадић         | Портир Илић    |
| Милутин Мићовић      | колега с посла |
| Десимир Станојевић   | диригент       |
| Љубомир Ћипранић     | стражар        |